# Corynoptera gymnops
Corynoptera gymnops är en tvåvingeart som beskrevs av Edwards 1928. Corynoptera gymnops ingår i släktet Corynoptera och familjen sorgmyggor. Inga underarter finns listade i Catalogue of Life.